# Гіперболічний об'єм

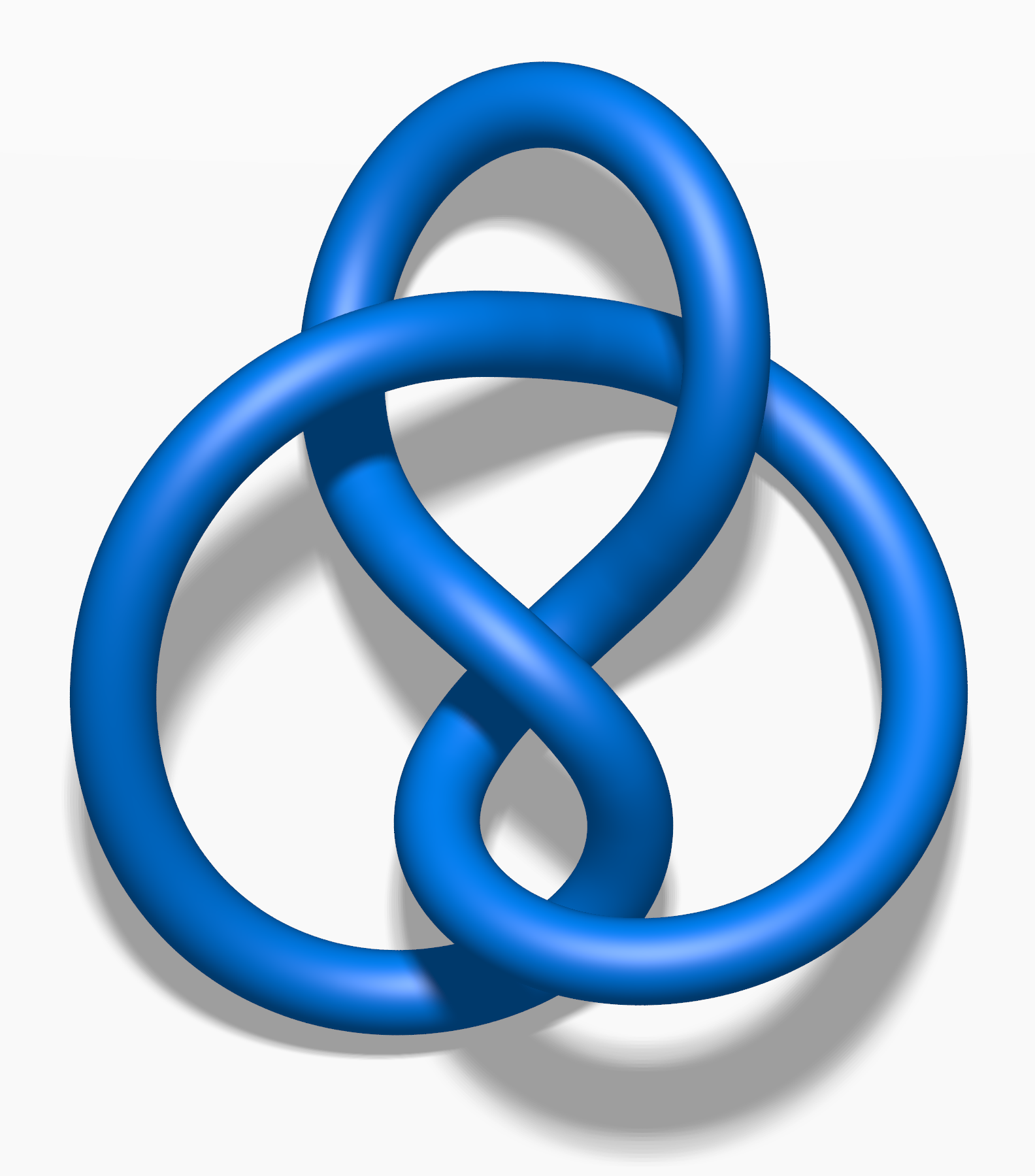
Гіперболічний об'єм вісімки дорівнює 2,0298832

В теорії вузлів гіперболічний об'єм гіперболічного зачеплення дорівнює об'єму доповнення зачеплення відносно його повної гіперболічної метрики. Об'єм обов'язково є скінченним дійсним числом. Гіперболічний об'єм негіперболічного вузла часто вважається нульовим. Згідно з теоремою Мостова про жорсткість об'єм є топологічним інваріантом зачеплення. Як інваріант зачеплення об'єм вперше вивчав Вільям Терстон у зв'язку з його гіпотезою геометризації.
Існує лише скінченне число гіперболічних вузлів з однаковим об'ємом. Мутація гіперболічного вузла матиме той самий об'єм, тому є можливість створити приклади з однаковим об'ємом. Більше того, існують довільно великі скінченні множини різних вузлів з однаковим об'ємом. На практиці гіперболічний об'єм дуже ефективний для розрізнення вузлів, що застосовується в перелічуванні вузлів. Комп'ютерна програма SnapPea Джеффрі Вікса обчислює гіперболічний об'єм зачеплення.
Гіперболічний об'єм можна визначити для будь-якого гіперболічного 3-многовиду. Многовид Вікса має найменший можливий об'єм серед замкнених многовидів (многовид, на відміну від доповнення зачеплення, не має каспів) і його об'єм приблизно дорівнює 0,9427.

## Список
- Вісімка = 2,029 883 2 (послідовність A091518 з Онлайн енциклопедії послідовностей цілих чисел, OEIS)
- Вузол на три півоберти = 2,82 812
- Стивідорний вузол = 3,16 396
- Вузол 6₂[en] = 4,40 083
- Нескінченний вузол = 5,13 794
- Пара Перко = 5,63 877
- Вузол 6₃[en] = 5,69 302